# أ. إس. أ. هاريسون
أ. إس. أ. هاريسون (بالإنجليزية: A. S. A. Harrison)‏ (7 مارس 1948 - 14 أبريل 2013)؛ روائية كندية.